# پیرو بتلو
پیرو بتلو (انگلیسی: Piero Betello؛ زادهٔ ۱۱ ژانویهٔ ۱۹۳۵) بازیکن فوتبال اهل ایتالیا است.
از باشگاه‌هایی که در آن بازی کرده‌است می‌توان به باشگاه فوتبال آ.اس. رم، باشگاه فوتبال برشا، باشگاه فوتبال امپولی، باشگاه فوتبال پالرمو، و باشگاه فوتبال ناپولی اشاره کرد.